# Exekutivagentur für kleine und mittlere Unternehmen
Die Exekutivagentur für kleine und mittlere Unternehmen (EASME, englisch Executive Agency for Small and Medium-sized Enterprises) ist eine der Exekutivagenturen der Europäischen Union. Diese nehmen unter den Agenturen der EU eine Sonderstellung ein. Sie werden von der Europäischen Kommission gegründet und sind mit der Verwaltung von bestimmten Programmen beauftragt. Dabei sind sie nicht auf Dauer, sondern nur für einen begrenzten Zeitraum eingerichtet und im Rang einer Generaldirektion der Europäischen Kommission gleichgestellt. Im Unterschied zu den anderen EU-Agenturen müssen sie in Brüssel oder Luxemburg angesiedelt sein.
Die EASME wurde von der Europäischen Kommission am 23. Dezember 2003 gegründet, ursprünglich unter dem Namen Intelligent Energy Executive Agency (IEEA) zur Durchführung des „Intelligent Energy – Europe“-Programms. Am 1. Mai 2007 wurde die Agentur in Exekutivagentur für Wettbewerbsfähigkeit und Innovation (EACI, englisch Executive Agency for Competitiveness and Innovation) umbenannt und ihre Ziele und Aufgaben wurden neu definiert. Sie war damit die erste einer Reihe neuer Exekutivagenturen, die von der Europäischen Kommission auf eigenes Betreiben gegründet wurden, um Strategien effizienter und effektiver in die Tat umzusetzen. Seit 2014 trägt sie heutige Bezeichnung.
Die Agentur hatte zuerst ausschließlich die Aufgabe der Durchführung des Intelligent Energy – Europe (IEE)-Programms. Im Jahr 2007 wurde der Aufgabenbereich um das Marco-Polo-Programm erweitert, das seit 2014 von der Exekutivagentur für Innovation und Netze betreut wird. Die ihr vorgesetzte Behörde ist die Generaldirektion Energie und Verkehr, die sich zudem übergreifend um die Durchsetzung der IEE-Initiative kümmert.
Die Exekutivagentur war ursprünglich für den Zeitraum vom 1. Januar 2004 bis zum 31. Dezember 2008 vorgesehen, dieser wurde später bis zum 31. Dezember 2015 verlängert. Die Agentur hat ihren Sitz im Madou Plaza Tower in Brüssel.